# M 60 (галактика)
M 60 (NGC 4649) — эллиптическая галактика в созвездии Девы, удалённая приблизительно на 60 миллионов св. лет от Земли. Открыта в 1779 году.
В галактике вспыхнула сверхновая SN 2004W типа Ia-p, её пиковая видимая звездная величина составила 18,8.

## Наблюдения

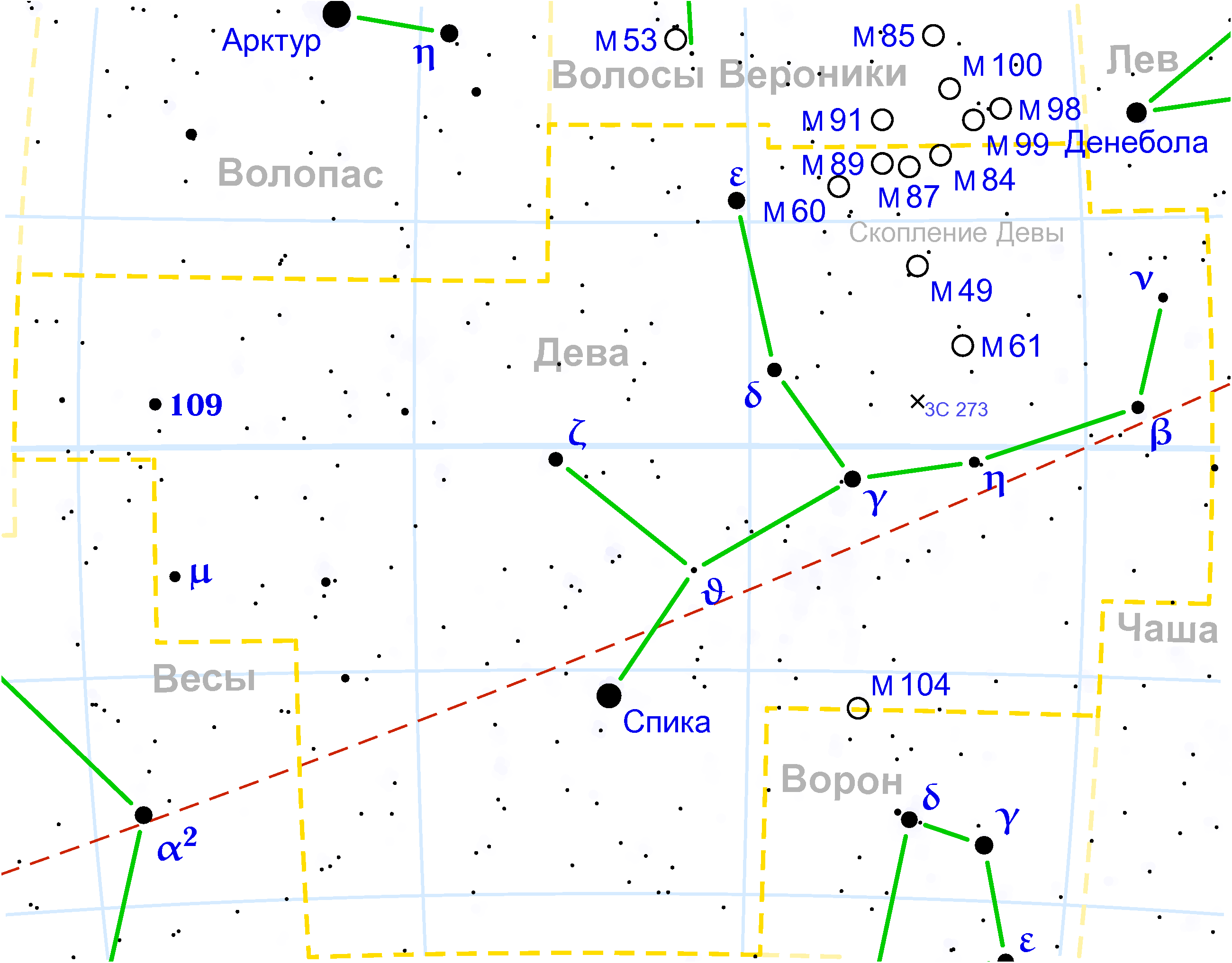
M 59 в созвездии Девы.

Эта эллиптическая галактика — один из ярких членов знаменитого скопления галактик в Деве. В самый небольшой любительский телескоп она видна по соседству с M 59 как округлое диффузное пятно. Темной весенней ночью её нетрудно найти примерно в полутора градусах на север от ρ Девы, к востоку от центра скопления.
В любительский телескоп средней апертуры (200—250 мм) в первую очередь обращает на себя внимание её близкий спутник — спиральная галактика NGC 4647 яркостью 11.4m, видимая почти плашмя. Пара M 60 / NGC 4647 — очень близкая и видна почти как касающиеся нолики 8-ки. Кроме M 60 и NGC 4647, при хороших условиях наблюдения (безлунная ясная ночь вдали от городской засветки) вблизи М60 видны умеренно тусклые (11m) компактные галактики: NGC 4638 в 12 угловых минутах на восток-юго-восток и NGC 4660 в 25 угловых минутах на юго-запад.

### Соседи по небу из каталога Мессье
- M 59 (в 20 угловых минутах на запад) — вытянутая эллиптическая галактика;
- M 58 (ещё далее на запад) — умеренно яркая спиральная галактика;
- M 49 (к юго-западу) — гигантская эллиптическая галактика, самая яркая в скоплении.

### Последовательность наблюдения в «Марафоне Мессье»
…M 64 → M 85 → M 60 → M 59 → M 58…

## Взаимодействие с NGC 4647
Галактика M 60 имеет спутника в виде спиральной галактики NGC 4647, имеющий немного меньшие размеры и заметно меньшую массу. Долгое время астрономы вели споры, имеется ли между этими галактиками взаимодействие. Несмотря на то, что они перекрываются на небосводе, не наблюдалось типичного для подобного перекрытия активного звёздообразования. В 2012 году с помощью телескопа «Хаббл» удалось, однако, обнаружить наличие между этими галактиками приливного взаимодействия.

## Изображения

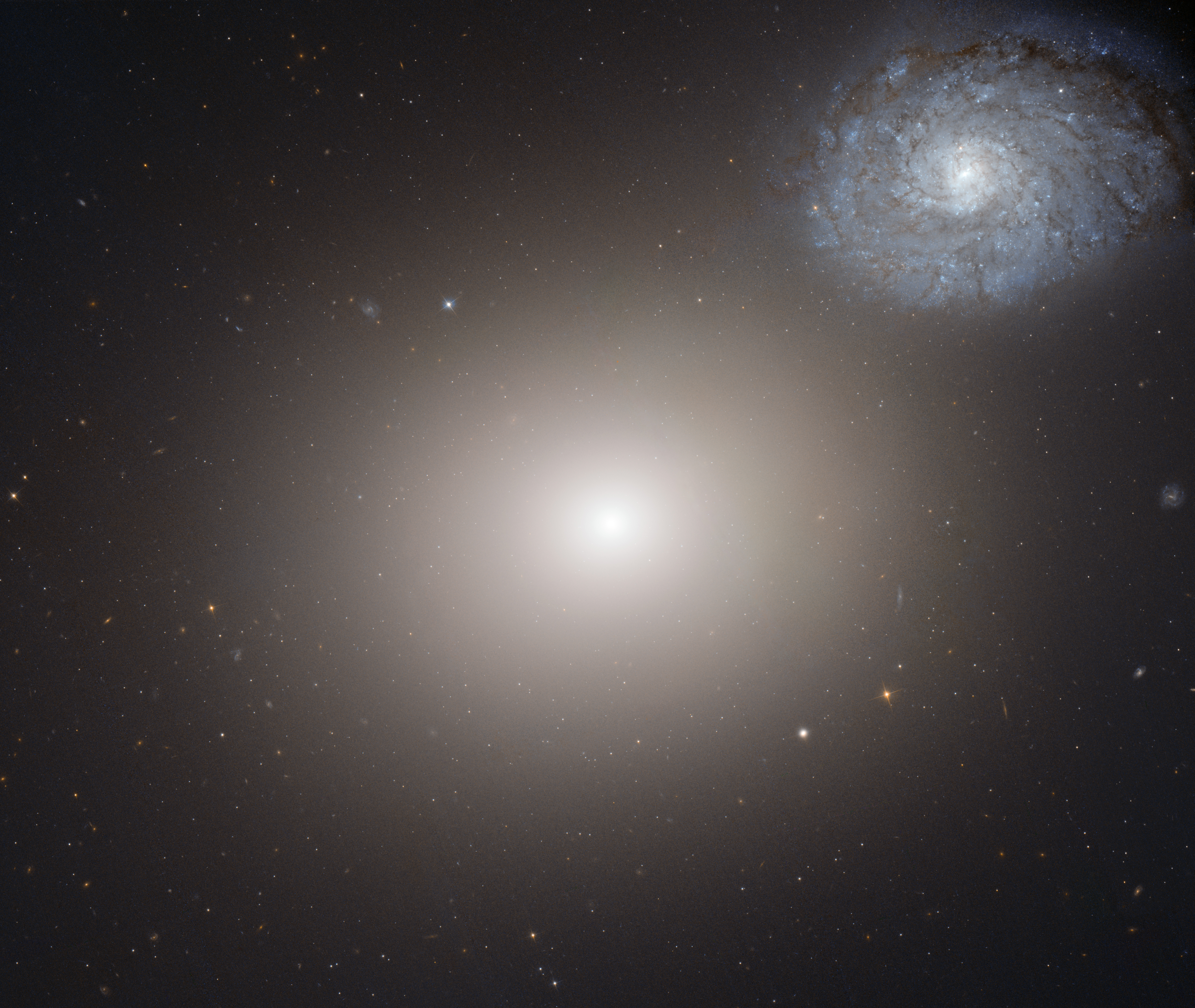
M 60 и NGC 4647.
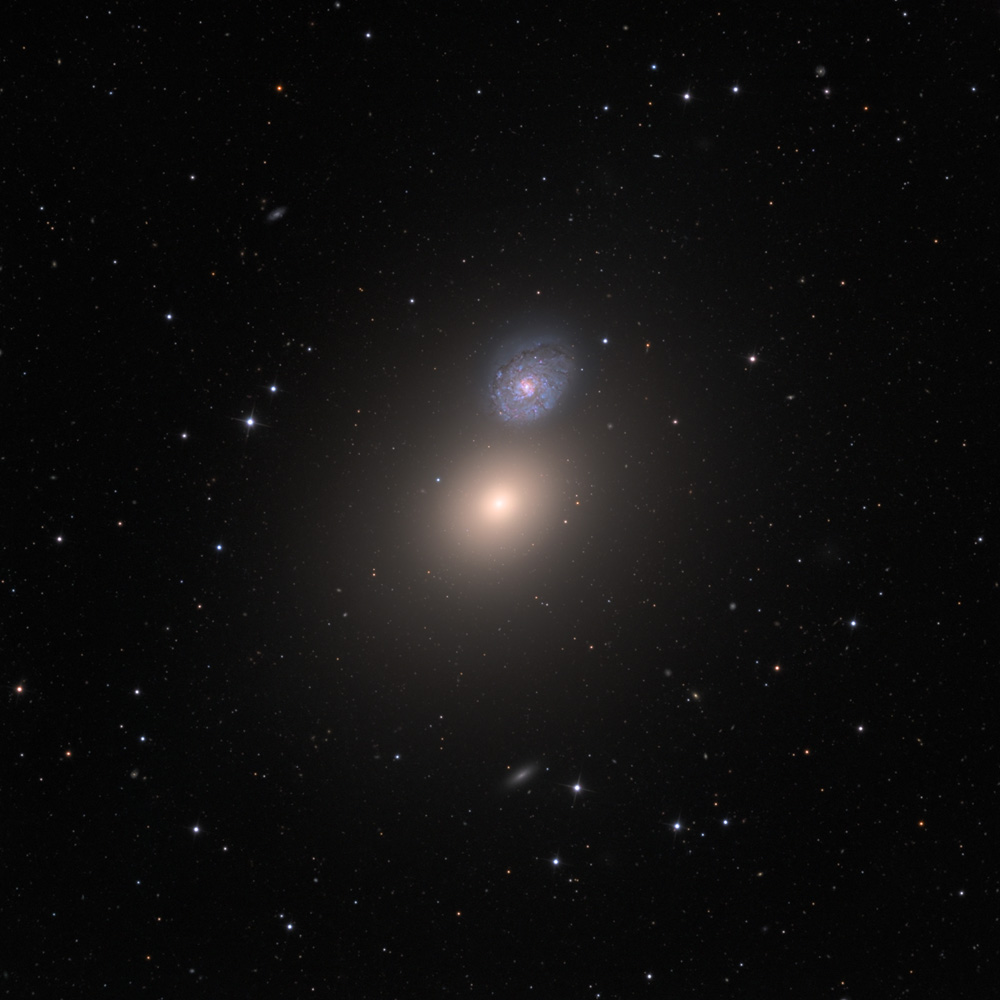
M 60 and NGC 4647.
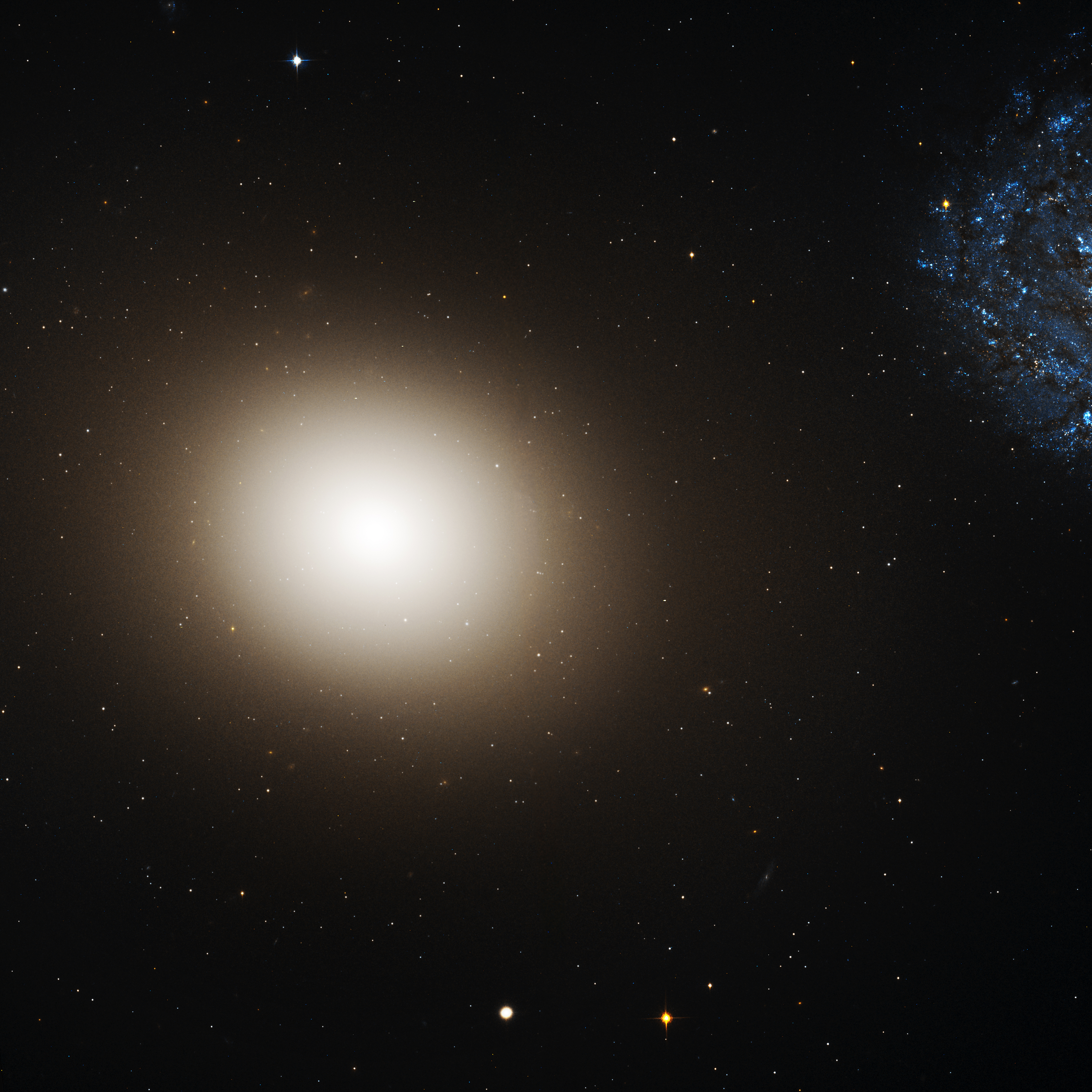
M 60 и её окрестность, включающая ультракомпактную карликовую галактику M60-UCD1.